# Kašna na Masarykově náměstí v Děčíně
Kašna na Masarykově náměstí v Děčíně, zvaná také Pohádková kašna, je secesní dílo významného vídeňského sochaře Rudolfa Emanuela Weyra, zhotovené pro severočeské město v roce 1907. Impozantní kašna, dominující náměstí v historickém centru Děčína, je zapsaná v Ústředním seznamu kulturních památek České republiky.

## Historie
Kašna z dílny sochaře Rudolfa Weyra vznikla v roce 1907 na ploše tehdejšího Tržního náměstí (Markt) v místech, kde dříve stávala loretánské kaple ze 17. století, která sloužila jako pohřební kaple majitelů děčínského panství z rodu Thun-Hohensteinů. Thunovská pohřební kaple byla kvůli rostoucímu provozu ve městě a nutným úpravám náměstí zbořena v roce 1885. Náměstí tak přišlo o svoji dominantu a působilo prázdným dojmem. Již před zbořením lorety se proto uvažovalo o osazení nějaké drobnější stavby, která by náměstí doplnila. Město však v té době nemělo na zhotovení nové kašny prostředky. Roku 1888 proto za tímto účelem založila městská spořitelna fond, kam během následujících let dle svých možností přispívala a z kterého byla pozdější stavba kašny financována. Významný posun ve výstavbě nové kašny přinesl přelom let 1895 a 1896, kdy děčínští radní oslovili rakouského sochaře Rudolfa Weyra. 

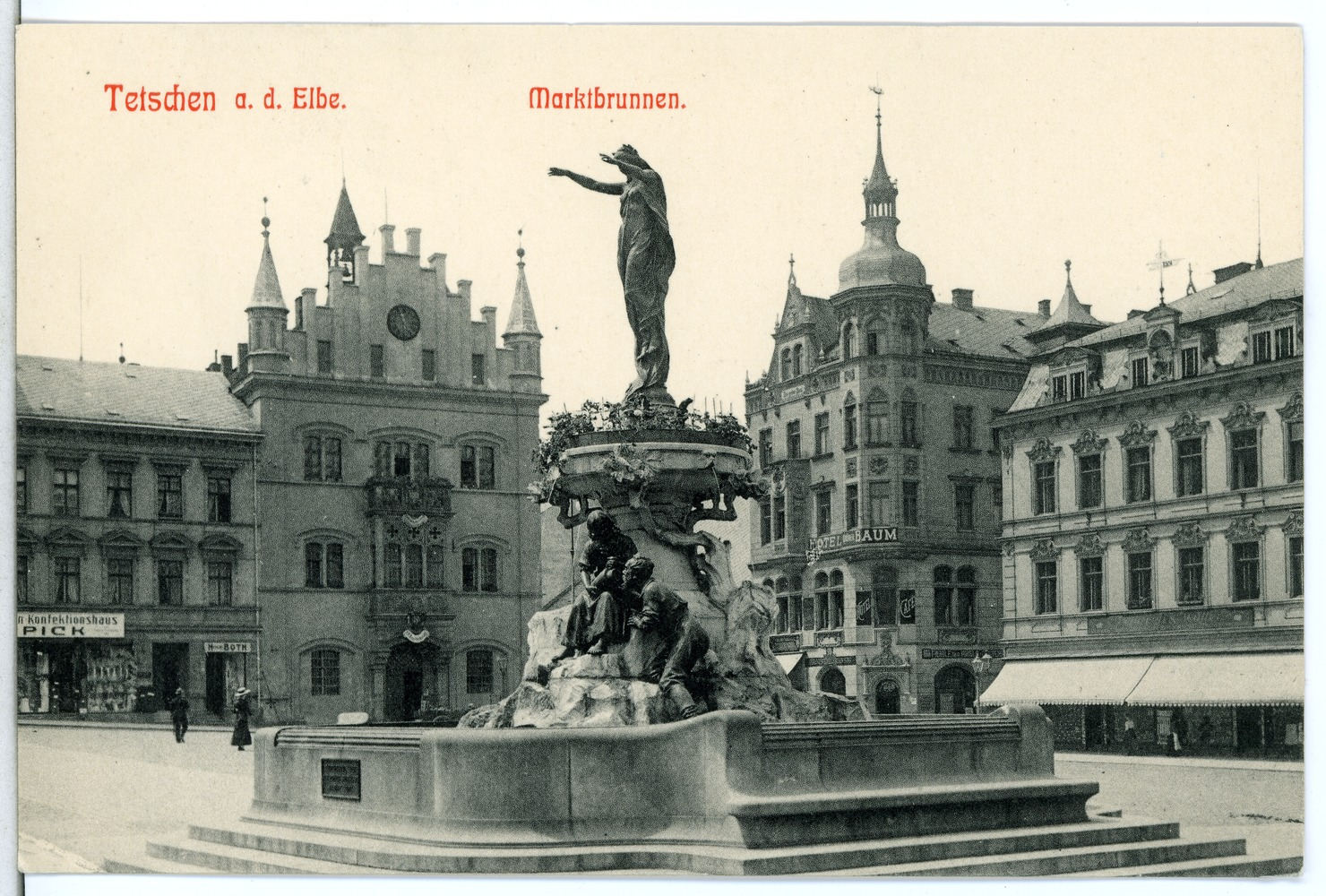
Původní podoba kašny s bronzovými sochami na pohlednici z roku 1911

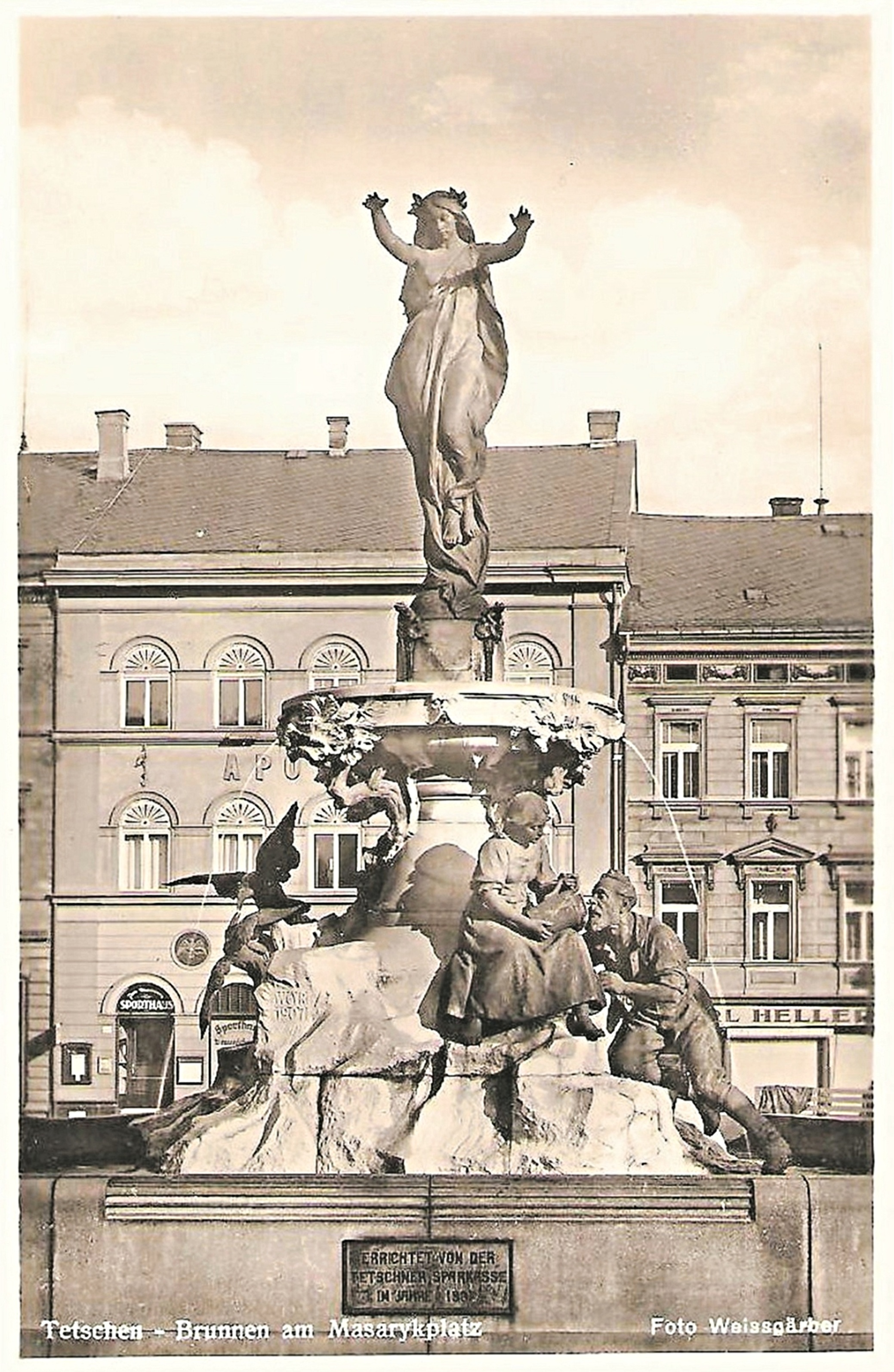
Bronzové sochy, zničené během druhé světové války

Rudolf Weyr (Rudolf Ritter von Weyr, 1847–1914) se během svého života podílel na řadě významných uměleckých děl, jako byla například výzdoba Grillparzerova pomníku ve vídeňských Lidových sadech, postavy mecenášů ve vídeňském Uměleckohistorickém muzeu, fontána Die Macht zur See (Síla moře) u Michaelského traktu v Hofburgu, pomník císaře Františka Josefa I. ve Schwechatu a další pomníky a sochy. Dvě ze svých děl zanechal daleko od Vídně – pomník bulharského národního hrdiny Vasila Levského v Sofii a kašnu v severočeském Děčíně.
Nová děčínská kašna měla svojí výzdobou odkazovat k regionální historii, později bylo vybráno téma pověsti o prameni z Loubské rokle, nacházející se za vrchem Kvádrberk na severovýchodě Děčína.  Pověst vypráví o zakleté dívce, víle, která měla v rokli u pramene svoji zahrádku a jednou za rok se zde zjevovala. Vysvobodit jí mohl jen ten, kdo by jí požádal o vodu z jejího pramene. To se podle vyprávění podařilo dceři dřevorubce, která požádala o vodu pro svého prací zmoženého otce. Není bez zajímavosti, že voda byla do kašny přiváděna vodovodem právě z Loubské rokle a pocházela tedy z onoho pramene, o němž pověst vypráví.
Rudolf Weyr tedy zakázku přijal, Děčín navštívil a posléze v roce 1896 vznikl první, velkolepě pojatý model. Fontána s širokou nádrží byla tvořená umělým skaliskem s figurální výzdobou zachycující ústřední postavy a děj pověsti, kdy dřevorubec dostává napít pramenité vody od své dcery, čímž byla vysvobozena dívka zakletá do onoho pramene. Na vrcholové míse kašny pak byla osazena právě socha víly Buschakäthe opatrující zázračný pramen. Tato již dost působivá kašna byla ještě v pozadí doplněna o novorenesanční portál, představující kvádrberský zámek, s palladiánským motivem doplněným mohutnou zalamovanou římsou a další sochařskou výzdobou v podobě havranů. Reálné provedení toto díla mělo dosahovat výšky necelých 9 metrů a byl záměr uctít jím 50. výročí vlády císaře Františka Josefa I., které mělo nastat v roce 1898. Nicméně se u zadavatelů projektu model s velkým ohlasem nesetkal, byl shledán na místní poměry moc monumentální, měl pouze jednu pohledovou stranu a také by bylo jeho provedení jednou tolik drahé, něž byl rozpočet radních čítající 25 000 zlatých. Prof. Weyr byl proto požádán o zhotovení nového návrhu, který by se vešel do výše zmíněné sumy. Tak se také stalo. Avšak jak tento druhý návrh vypadal literatura neuvádí, víme jen, že byl posléze shledán těžkopádným a nevhodným. Zajímavé je, že oba modely byly dokonce vystaveny, aby se zastupitelstvo města i jeho obyvatelé mohli vyjádřit, která z možností se jim více zamlouvá. Roku 1897 pak bylo rozhodnuto, že první, ona monumentální verze je umělecky zdařilejší, bude však potřeba projekt poněkud uskromnit, tedy opustit zejména architektonický prvek portálu v pozadí. Rudolf Weyr tedy návrh přepracoval a roku 1898 byl v řešení dokonce i rozpočet na provedení bronzových soch. Z neznámých důvodů se však slibně připravovaná stavba kašny nakonec neuskutečnila. 

Projekt nové kašny přišel na přetřes znovu až roku 1904, kdy byla znovu schválena třetí verze kašny. Bylo rovněž rozhodnuto, že kašna nebude umístěna uprostřed náměstí, nýbrž excentricky, v ose dnešní Myslbekovy ulice aby socha víly na vrcholu směřovala pohledem k dnešnímu Východnímu nádraží. V roce 1905 Rudolf Weyr osobně předložil děčínským zastupitelům finální model nové kašny. Oproti původnímu novorenesančnímu návrhu z roku 1896 byl tento model výrazně ovlivněn nástupem secese, což se projevilo zejména ve zpracování florálních motivů. V květnu následujícího roku pak stavba kašny započala. Stavební a kamenické práce prováděla firma A.G. für Mramor-Industrie Kiefer z Ober-Alm u Hallein. Jihlavská firma Konrad Weigner dodala žulovou nádrž s lavicemi a stupně navazujícího schodiště. Bronzové sochy víly, dřevorubce a jeho dcery, dva havrany a spícího trpaslíka odlévala vídeňská slévárna Theodor Thomas Srpek. Před dokončením stavby na podzim roku 1907 se ukázalo, že kamenná část nádrže byla smontována špatně a bude ji nutné rozebrat a snížit stávající dno. Po napuštění kašny by totiž jinak měla socha dřevorubce nohy pod vodní hladinou. Dokončená kašna pak byla 12.11. 1907 i za přítomnosti autora návrhu Rudolfa Weyra, který byl s provedením spokojen, zkolaudována. 

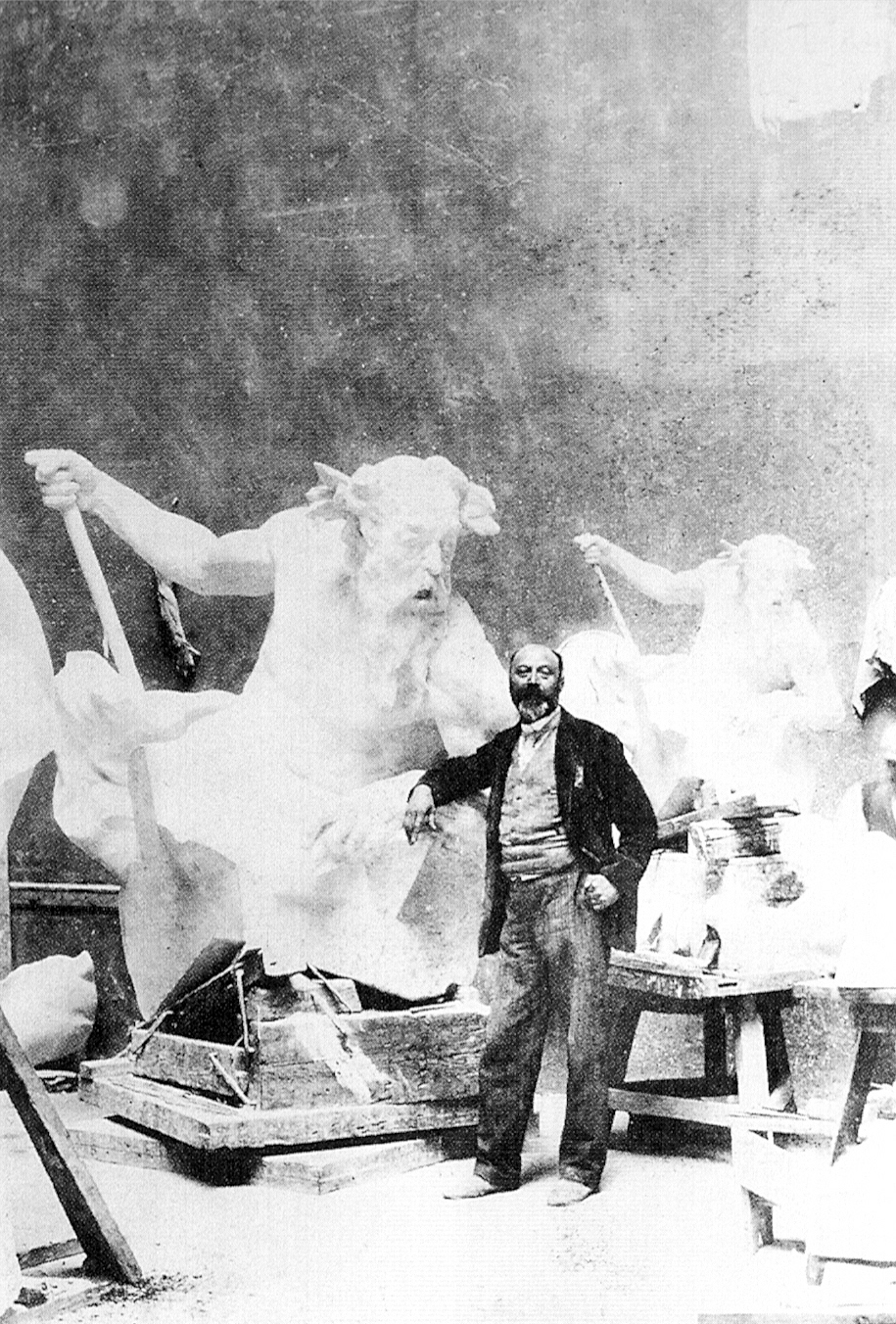
Sochař Rudolf Weyr v roce 1894 při práci na fontáně Die Macht zur See (Síla moře), určené pro vídeňský Hofburg

Na jaře roku 1909 pak ještě kašnu městská spořitelna, financující celý projekt, oficiálně předala městu. A na kašnu přibyly dvě bronzové desky, jedna s informací, že stavbu nechala postavit právě děčínská spořitelna a druhá v podobě erbu rodu Thunů, upomínající na loretánskou kapli, která v těchto místech dříve stála.
Smutný osud, stejně jako mnoho dalších soch, pomníků a pamětních desek, zhotovených z barevných kovů, potkal během druhoválečných rekvizic i Pohádkovou kašnu. Roku 1942 z ní byly všechny bronzové sochy demontovány a po Labi poslány k roztavení. Bohužel, nejspíš pro nedostatek financí, nebyly zhotoveny ani sádrové odlitky Weyrových děl, které by usnadnily obnovení sochařské výzdoby kašny v příznivějších dobách. Až dodnes je současná podoba kašny pouze torzem cenného uměleckého díla.
V roce 1982 nechal tehdejší děčínský městský národní výbor kašnu zrestaurovat. Během rekonstrukce byl na místě, kde stávala víla z Kvádrberku, instalován vysoký betonový květ, doplněný městskými znaky. O dvě desetiletí později, v roce 2001, proběhla rozsáhlá revitalizace Masarykova náměstí. Jeho plocha, krytá rozbitým asfaltem, která sloužila jako parkoviště, byla nahrazena kamennou dlažbou a zelení s lavičkami.
Další opravy kašny se uskutečnily v letech 2007 a 2008. Gumoasfaltové netěsnící dno kašny bylo nahrazeno kamennými deskami, z vrcholu kašny byl snesen zvětralý a poškozený květ a z centrální plastiky skaliska byla odstraněna zčernalá krusta a staré cementové nátěry.
Od roku 2019 probíhala příprava velké obnovy historické kašny. Součástí příprav bylo zadání výtvarně architektonické soutěže, zaměřené na vytvoření replik původních bronzových soch a jejich opětovné umístění na kašně. Úkol byl ztížený tím, že se dochovaly jen některé dobové fotografie a nákresy, podrobnější dokumentace chyběla.
Obnova tzv. „Pohádkové kašny“ byla zahájena v roce 2022. Během první etapy rekonstrukce došlo ke zpevnění základů kašny železobetonovým věncem, čištění a přespárování žulového schodiště. Město Děčín – s finančním přispěním Ústeckého kraje – na tyto práce vynaložilo více než pět milionů korun. V roce 2023 byly další dva miliony zaplaceny za restaurátorské práce.
V rámci třetí etapy bylo naplánováno navrácení soch, které bývaly součástí výzdoby kašny. V roce 2023 proběhla ve dvou kolech architektonická soutěž na obnovu sousoší, v niž nakonec zvítězili sochaři Michal a Adam Alva Fejfarovi z Hradce Králové. Rozpočet na realizaci soch vítězného návrhu byl stanoven na částku 14 450 000 korun. Všechny autorské návrhy byly vystaveny v závěru roku 2024 v obřadní síni Magistrátu města Děčína v Podmoklech.

## Popis
Kašna byla vybudována ve tvaru žulové pravoúhlé nádrže, z níž se zvedá do výše skalnatý terén, vymodelovaný z pískovce. Ze skály vyrůstá jako strom centrální mramorový dřík, který byl vytvořený v podobě pařezů a větví, vytesaných z unterberského (salzburského) mramoru. Ve vrcholových partiích strom končí tenkým větvovím s dekory olistění a s detaily maskaronů jako chrličů. Větve na vrcholu stromu nadzvedávají mělkou mísu, z jejíhož středu vytéká voda dvouramennou trubkou. Kašnu původně zdobilo šest bronzových figurálních plastik, a to sochy dřevorubce a jeho dcery, plastiky spícího trpaslíka a dvou krkavců.  Na vrcholu kašny se tyčila socha Labské víly, někdy nazývaná Bohemie.
Přístup ke kašně tvoří široké schodiště, rozšířené podestou, ze které ústí vchod do původní spodní technologické šachty. Schodiště bylo zhotoveno ze žulových stupňů, výška podesty byla v minulosti upravována. Oblé tvary stěn nádrže na severní a jižní stěně vyúsťují v lavice pro sezení, které jsou na vrchu zdobené horizontálním kanelováním. Rohy nádrže jsou konkávně projmuté. Stěny nádrže tvoří žulové díly, uvnitř doplněné betonovými izolačními deskami. Kašna je po poslední úpravě povrchu náměstí obklopena  na čtyřech stranách žulovými sloupky a lemována valounovou dlažbou do tvaru čtverce. Dále od kašny je náměstí vydlážděno žulovými kostkami.